# Кенет Кларк
Кенет Кларк (на английски: Kenneth Clark) е виден британски писател, критик, изкуствовед, преподавател и директор на музей.

## Биография
Роден е в Лондон в богато семейство и е единствено дете. Учи в Оксфорд и Уинчестър. Занимава се предимно с история на изкуството.
Едва тридесетгодишен, той е назначен за директор на Националната галерия в Лондон. Сред най-известните му книги е „Цивилизацията“ (1977).